# Nauroth (Heidenrod)
Nauroth – dzielnica gminy Heidenrod w kraju związkowym Hesja w powiecie Rheingau-Taunus. Nauroth liczy 620 mieszkańców.

## Nazwy historyczne
- Nunroit (1335)
- Nurot (1360)
- Nuwenroit (ok. 1400)
- Neuert (1520)
- Naugardt (1583)
- Naurodt (1629)[1]